# استاروبلوکوریخا
استاروبلوکوریخا (به لاتین: Starobelokurikha) یک منطقهٔ مسکونی در روسیه است که در سرزمین آلتای واقع شده‌است.